# طواف إقليم الباسك 2009
طواف إقليم الباسك 2009 (بالإسبانية: Vuelta al País Vasco 2009) هو سباق دراجات هوائية أقيم بتاريخ 6–11 أبريل، تكون السباق من 6 مراحل وامتدّ لمسافة 812 كم. فاز به الإسباني ألبيرتو كونتادور وحلّ ثانيا الإسباني صمويل سانتشيث بينما حصل على المركز الثالث الأسترالي كاديل إفانز.

## الترتيب
| م                     | الدرّاج           | البلد    | الزمن |
| --------------------- | ---------------- | -------- | ----- |
| الفائز بالترتيب العام | ألبيرتو كونتادور | إسبانيا  |       |
| الثاني                | صمويل سانتشيث    | إسبانيا  |       |
| الثالث                | كاديل إفانز      | أستراليا |       |
| حسب النقاط            | صمويل سانتشيث    | إسبانيا  | -     |